# Казете (Терамо)
Казете (итал. Casette) је насеље у Италији у округу Терамо, региону Абруцо.
Према процени из 2011. у насељу је живело 262 становника. Насеље се налази на надморској висини од 376 м.